# 14047 Kohichiro
14047 Kohichiro este un asteroid din centura principală de asteroizi.

## Descriere
14047 Kohichiro este un asteroid din centura principală de asteroizi. A fost descoperit pe 18 noiembrie 1995 la Kitami de Kin Endate și Kazuro Watanabe. Asteroidul prezintă o orbită caracterizată de o semiaxă mare de 2,38 ua, o excentricitate de 0,08 și o înclinație de 5,8° în raport cu ecliptica.